# A gdy zawieje wiatr
A gdy zawieje wiatr (ang. When the Wind Blows) – brytyjski animowany film katastroficzny z 1986 roku w reżyserii Jimmy'ego Murakamiego na podstawie komiksu Raymonda Briggsa o tym samym tytule.

## Obsada (głosy)
- John Mills
- Peggy Ashcroft
- Robin Houston

## Ścieżka dźwiękowa
- When the Wind Blows